# جدول مقارنة الخيوط الجراحية
هناك العديد من مواد الخيط الجراحي المختلفة. ويتضمن الجدول التالي مقارنة بين بعض الخيوط الجراحية القابلة للامتصاص الأكثر شيوعا.
|                    | خيط جراحي أملس | خَيطٌ جِراحِيٌّ كروميّ | بولي جليكوليد (P.G.A.) | بولي دايوكسانون (PDS) |
| ------------------ | --- | --- | --- | --- |
| الوصف              | مادة الخيوط الجراحية القابلة للامتصاص. والخيوط الجراحية الملساء هي خيط جراحي قابل للامتصاص مصنوع من الألياف المجدولة من الكولاجين المنقى المأخوذ من أمعاء البقر. والخيوط الجراحية الطبيعية الملساء هي المادة الأساسية الدقيقة لتحقيق خاصية الخيط أحادي الألياف والمعالجة بمحلول الغليسيرُول. ويتم امتصاص الخيوط الجراحية الملساء بواسطة التَدَرُّك الإنزيمي. | مادة الخيوط الجراحية القابلة للامتصاص. الخيط الجراحي الكرومي هو خيط جراحي قابل للامتصاص مصنوع من الألياف المجدولة من الكولاجين المنقى المأخوذ من أمعاء البقر. ونظرا لخضوع الكروميوم لمرحلة الأشرطة (المعالجة بأملاح حمض الكروميوم) فإن الخيط الجراحي الكرومي يستغرق ضعف الوقت لعقد الغرزة مقارنة بالخبط الجراحي الأملس. والخيط الجراحي الطبيعي الكرومي هو المادة الأساسية الدقيقة لتحقيق خاصية الخيط أحادي الألياف والمعالجة بمحلول الغليسيرُول. ويتم امتصاص الخيوط الجراحية الكرومية بواسطة التَدَرُّك الإنزيمي. ملحوظة- لم يعد يستخدم الخيط الجراحي لإجراء العمليات الجراحية للبشر في المملكة المتحدة. | هي مادة للخيوط الجراحية المصنعة القابلة للامتصاص. وهو خيط جراحي قابل للامتصاص مصنع مجدول متعدد الألياف يتم تصنيعه من حمض بولي جلايكولك ومغطى بمادة لورين ومادة لايسين، وهو ما يميز الخيط بالنعومة والمرونة ودقة الغرزة.                                                      | هي مادة للخيوط الجراحية المصنعة القابلة للامتصاص. وهو خيط جراحي مصنع أحادي الألياف قابل للامتصاص يتم إعداده من مادة البوليستر، بولي دايوكسانون. |
| التركيب            | ? | الكولاجين المنقى الطبيعي | حمض بولي جلايكولك | بوليستر، بولي (p-دايوكسانون) |
| قوة الشد           | يحتفظ بقوة الشد لمدة 7 أيام على الأقل. | يحتفظ بقوة الشد لمدة من 4-10 أيام days | يحتفظ بنسبة 84% من قوة الشد لمدة أسبوعين، 23% لمدة 4 أسابيع | يحتفظ بنسبة 80% من قوة الشد لمدة أسبوعين، 44% لمدة 8 أسابيع. وتكتمل عملية الامتصاص خلال 200 يوم days |
| الهيكل             | خيط أحادي الألياف | خيط أحادي الألياف | مجدول | خيط أحادي الألياف |
| المصدر             | سطح المشيماء المصلية للبقر. | المشيماء المصلية للبقر | مصنعة | مصنعة خلال الجروح الحرجة |
| المعالجة           | ? | معالج بمحلول الغليسيرُول وأملاح حمض الكروميوم | مغطاة بستيارات المغنسيوم | غير مغطاة |
| طبيعة الامتصاص     | تكتمل عملية الهضم بواسطة الإنزيمات البروتينية خلال 90 يومًا. | تكتمل عملية الهضم بواسطة الأنزيمات البروتينية خلال 70 يومًا. ويتم الامتصاص بواسطة الهضم الانزيمي ويبدأ في فقدان قوة الشد من 18 إلى 21 يوم | تكتمل عملية الامتصاص بواسطة التحلل المائي في فترة تتراوح ما بين 60-90 يوم. . ودائما يمكن التنبؤ به وأن تعول عليه | قد يستمر دعم الجرح لمدة 42 يوم، على الرغم من فقدان قوة الشد بنسبة 70% خلال 14 يومًا، وبنسبة 25% خلال 42 يومًا |
| تفاعل النسيج       | معتدل. يتمتع بتفاعل نسيجي أقل مقارنة بالخيط الجراحي الكرومي. | معتدل. | ? | ? |
| لون الخيط          | أصفر | بني | بنفسجي اللون وغير مصبوغ | بنفسجي اللون وصافي |
| حجم الخيط المتاح   | USP 6-0 (1 متري) إلى USP 5 (100 متري). | USP 6-0 (1 متري) إلى USP 5 (100 متري). | USP 6-0 (1 متري) إلى USP 2 (5 متري) | USP 6-0 (1 متري) إلى USP 2 (5 متري) |
| التعقيم            | أشعة غاما | أشعة جاما | غاز أكسيد الإيثيلين. | غاز أكسيد الإيثيلين |
| المميزات           | قوة شد سحب العقدة عالية جدا إلى جانب التأمين الجيد للعقدة نظرا لخصائص الاستخدام الممتازة | قوة شد سحب العقدة عالية جدا إلى جانب التأمين الجيد للعقدة نظرا للمعاملات الكيميائية الجيدة للسطح، وخصائص الاستخدام الممتازة | قوة الشد العالية تضمن قوة العقد خلال فترة التئام الجروح الحرجة. كما أنها تتميز بسهولة المرور خلال الأنسجة وسهلة الاستخدام | وذات قابلية ممتازة على العقد وتأمين العقدة |
| دواعي الاستعمال    | لجميع العمليات الجراحية ولاسيما عندما تكون الأنسجة تتجدد بشكل أسرع. وجراحات غلق الجلد بشكل عام والعيون والعظام والنساء والتوليد والأمعاء. | لجميع العمليات الجراحية ولاسيما الأنسجة التي تتجدد بشكل أسرع. | العمليات الجراحية، تحت وداخل الجلد والأدمة وجراحات الصدر والبطن | تعد مادة "بولي دايوكسانون" مفيدة لاسيما عندما يكون مزيج الخيط الجراحي الممتص ودعم الجرح الممتد أمرًا مرغوب به، وجراحات الأطفال الأوعية الدموية, العيون |
| موانع الاستعمال    | لا ينصح به في حالات الجروح التي تتطلب دعم الأنسجة لفترة طويلة من الوقت. | لا ينصح به في حالات الجروح التي تتطلب دعم الأنسجة لفترة طويلة من الوقت. | غرز الخيوط الجراحية هذه يجب عدم استخدامها في حالات الأنسجة التي تتطلب فترة طويلة من الوقت للالتئام. | هذا النوع من غرز الخيوط الجراحية القابلة للامتصاص لا يتم استخدامها في حالات الأنسجة التي تتطلب فترة طويلة من الوقت للالتئام في ظل الإجهاد أو الترابط مع الأعضاء الصناعية |
| الإجراءات الوقائية | هناك إجراءات وقائية محددة يجب مراعاتها عند التعامل مع مرضي السرطان وفقر الدم وحالات سوء التغذية. ففي مثل تلك الحالات المرضية تميل غرز الخيوط الجراحية إلى الامتصاص بمعدل أسرع. . وأيضا العمليات الجراحية للأوعية الدموية للقلب، نظرا لانقباضات القلب المستمرة. هذا كما يكون معدل الامتصاص أسرع بكثير في حالات جراحات الفم و المهبل, ويرجع ذلك لوجود الكائنات الدقيقة. ويجب تجنب استخدامه في حالات الأنسجة التي تحتاج لفترة طويلة للالتئام. كما أن معدل الامتصاص يكون أسرع في حالات الأنسجة المصابة | معدل الامتصاص أسرع بكثير في حالات جراحات الفم والمهبل، ويرجع ذلك لوجود الكائنات الحية الدقيقة. وأيضا العمليات الجراحية للأوعية الدموية للقلب، نظرا لانقباضات القلب المستمرة. هناك إجراءات وقائية محددة يجب مراعاتها عند التعامل مع مرضى السرطان، فقر الدم وحالات سوء التغذية. ففي مثل تلك الحالات المرضية تميل غرز الخيوط الجراحية إلى الامتصاص بمعدل أسرع. | هناك إجراءات وقائية محددة يجب أخذها في الاعتبار عند التعامل مع المرضى المسنين، وممن لديهم تاريخ مسبق من الإصابة بـفقر الدم وحالات سوء التغذية. وكما هو الحال مع أي مادة من مواد الخيط الجراحي، يتطلب تأمين الغرزة بصورة كافية تقنيات جراحية مقبولة للروابط المربعة والمسطحة. | يجب أن تأخذ غرز الخيوط الجراحية من مادة بولي دايوكسانون الوضع الصحيح حتى تكون آمنة. حيث أن الخيوط المستخدمة في جراحات الأوعية الدموية والمهبل والغشاء المخاطي التي تظل في موضعها لفترة طويلة قد تسبب التهابًا موضعيًا. كما يجب وضع الغرز المستخدمة في الجراحات تحت الجلد على أقصي عمق ممكن لتقليل احمرار الجلد والتصلب الذي يحدث عادة مع الامتصاص. |